# 2018年亞洲運動會滑輪運動比賽
2018年亞洲運動會滑輪運動比賽為第十八屆亞洲運動會的其中一項競賽項目，共產生6面金牌；賽事於2018年8月28日至8月31日期間在查卡峇林滑輪場和查卡峇林滑板場舉行。

## 獎牌統計

### 國家獎牌榜
| 排名 | 国家／地区 | 金牌 | 银牌 | 铜牌 | 總數 |
| ---- | ---------- | ---- | ---- | ---- | ---- |
| 1    | 日本       | 3    | 2    | 0    | 5    |
| 2    | 中华台北   | 2    | 0    | 1    | 3    |
| 3    | 菲律宾     | 1    | 0    | 0    | 1    |
| 4    | 印度尼西亚 | 0    | 2    | 2    | 4    |
| 5    | 韩国       | 0    | 1    | 2    | 3    |
| 6    | 中国       | 0    | 1    | 1    | 2    |
| 總計 | 總計       | 6    | 6    | 6    | 18   |

### 項目獎牌榜

#### 滑輪溜冰
| 項目             | 金牌                     | 银牌                 | 铜牌                     |
| 男子20公里淘汰賽 | 趙祖政 · 中华台北（TPE） | 崔光镐 · 韩国（KOR） | 孙根晟 · 韩国（KOR）     |
| 女子20公里淘汰賽 | 李孟竹 · 中华台北（TPE） | 郭丹 · 中国（CHN）   | 楊合貞 · 中华台北（TPE） |

#### 滑板
| 項目         | 金牌                            | 银牌                                | 铜牌                                   |
| 男子公園滑板 | 笹岡建介 · 日本（JPN）          | Jason Lijnzaat · 印度尼西亚（INA）  | Pevi Permana Putra · 印度尼西亚（INA） |
| 男子街頭滑板 | 池慧野巨 · 日本（JPN）          | Sanggoe Tanjung · 印度尼西亚（INA） | Eun Ju-won · 韩国（KOR）               |
| 女子公園滑板 | 四十住櫻 · 日本（JPN）          | 伊佐風椰 · 日本（JPN）              | 张鑫 · 中国（CHN）                     |
| 女子街頭滑板 | 马希埃琳·迪达尔 · 菲律宾（PHI） | 伊佐風椰 · 日本（JPN）              | Bunga Nyimas · 印度尼西亚（INA）       |

## 外部連結
- Roller skate at the 2018 Asian Games
- Skateboarding at the 2018 Asian Games